# 石瑞芳
石瑞芳（1901年—1931年2月），又名敬芳，字才芳，号祥麟，化名张益鹏、张鹏、曹珍、周郁、石磊等，浙江天台欢岙人。中国共产党早期人物。

## 生平
1927年6月，加入中国共产党。1928年3月，中共天台县委成立，他出任委员。1928年6月，担任中共天台县委书记、欢岙区委书记，期间领导了“赎当杀朱”斗争（国民党天台县党部组织部长朱良庆被杀）。之后调任中共黄岩县委书记，领导了反“盐厂”斗争。1929年5月，出任中共台州中心县委书记，同月抵达玉环进行考察，了解到闹荒分粮遭到了地主的武装反抗，决定组织各地建立农民武装，并在温岭坞根游击队的影响下筹建游击队。
1930年，中国共产党浙南特别委员会再次成立，被选为组织部长。1930年11月，王国桢调到中国工农红军第十三军工作，中共浙南特委召开扩大会议，推选石瑞芳为代理书记。12月5日，石瑞芳珍在瑞安县县城被捕入狱，党组织遭到破坏。1931年2月，被秘密杀害于杭州陆军监狱。死后被追认为革命烈士。